# Culture Depot
文化倉庫（韓語：문화창고）為韓國的電視劇製作、藝人經紀公司，成立於2010年5月16日。現為Studio Dragon旗下全資電視劇製作子公司。

## 歷史
文化仓库成立于2010年，主营业务为展览、演出企划。2012年与全智贤签订专属合同后，业务范围扩大至艺人经纪管理，先后签下朴敏英与曹政奭。2015年底与《來自星星的你》编剧朴智恩签约。
2016年1月，CJ E&M收购全智贤的经纪公司文化仓库，收购价为350亿韩元，已完成全智贤持有30%股份的收购工作。5月，Studio Dragon从CJ E&M分离后，文化仓库划为其全资子公司。6月，Studio Dragon完成对时任代表理事金善贞持有的70%股份的收购。
2022年8月，徐智慧、尹志温、金所泫等文化仓库旗下所有艺人跳槽至金善贞与全智贤联手成立的新经纪公司IEUM Hashtag，宣告CJ ENM完全退出演员经纪管理业务。

## 旗下編劇
- 朴智恩

## 已離開藝人
- 高素榮
- 朴敏英
- 曹政奭
- 金秀賢
- 全智賢
- 徐智慧
- 尹智敏
- 尹志溫
- 韓東浩
- 金所泫

## 電視劇製作
- 藍色海洋的傳說
- 爱的迫降
- 淚之女王

## 外部連結
- 官方網站（页面存档备份，存于）
- Culture Depot Naver Post （页面存档备份，存于）